# Polynema protractum
Polynema protractum is een vliesvleugelig insect uit de familie Mymaridae. De wetenschappelijke naam is voor het eerst geldig gepubliceerd in 1956 door Soyka.